# Böhmische Zirkarie
Die Böhmische Zirkarie (lateinisch Circaria Bohemica, tschechisch Československé cirkárie) ist ein Organisationsbezirk des Prämonstratenserordens in Tschechien und der Slowakei.

## Geschichte
Die ersten Prämonstratenserstifte Strahov, Litomyšl, Želiv und Hradisko gehörten anfangs zu einer getrennten Zirkarie Böhmen und wurden dann mit der Zirkarie Mähren zusammengelegt. Im 14. Jahrhundert wurden einige der Stifte durch die Hussiten schwer beschädigt. 1781 wurde die böhmische Zirkarie aufgelöst.
1883 gehörten die verbliebenen böhmischen Prämonstratenserstifte zur neugeschaffenen österreichisch-ungarischen Zirkarie, seit 1889 zur getrennten österreichischen Zirkarie. Seit 1924 gab es eine eigene tschechoslowakische Zirkarie. Diese wurde 1950 weitgehend aufgelöst und um 1990 wiederbelebt.

## Stifte

### Bestehende Zirkarie
Zur jetzigen böhmischen Zirkarie gehören vier Stifte in Tschechien und eines in der Slowakei sowie mindestens ein Prämonstratenserinnenstift.
Tschechien
- Abtei Strahov, mit Prioraten
  - Kloster Holíč, Slowakei
  - Kloster Milevsko, Tschechien
- Abtei Želiv
- Stift Tepl
- Abtei Nová Říše

Slowakei
- Kloster Jasov

Bayern
Von 1924 bis 1945 gehörte auch noch das bayerische Kloster Speinshart als Priorat von Strahov dazu.
Prämonstratenserinnen
- Kloster Svatý Kopeček

### Historische Stifte
Zur historischen Circaria Bohemiae et Moraviae gehörten Stifte in Böhmen, Mähren, Ober- und Niederösterreich (Geras, Pernegg, Schlägl, Himmelpforten Wien).
- Abtei Strahov (Mons Sion), 1143
- Stift Doksany, 1144
- Kloster Litomyšl (Mons Oliveti), 1145, vorher Benediktiner
- Abtei Želiv
- Stift Rosa coeli Louňovice, 1149
- Stift Hradisko, um 1150
- Stift Geras, Niederösterreich, 1153
- Stift Pernegg, Niederösterreich, um 1153
- Stift (Dolni) Kounice, 1181
- Stift Milevsko, 1184
- Stift Louka, 1190
- Stift Tepl, 1193
- Stift Chotěšov, 1202
- Stift Schlägl, Oberösterreich, um 1208
- Stift Zabdrovice, vor 1209
- Stift Nová Říše, 1211
- Himmelpfortkloster St. Agnes, Wien, um 1270–1586, Prämonstratenserinnen
- Propstei Svatý Kopeček, 1669, Prämonstratenserinnen
- Stift Žatec, 1807

- Studienhaus (Collegium) St. Norbert und Benedikt, Prag, 17. Jahrhundert

Weitere Niederlassungen
- Stift Jihlava
- Stift Kněžice
- Stift Svitavy
- Stift Bernetum
- Stifte Beuz und Butsch
- Stift Brusium
- Stift Comz
- Stift Drnelna
- Stift Dubrouvitium
- Stift Friedland
- Stift Jawardawisi
- Stift Jehdona
- Stift Kimins
- Stift Krtiny
- Stift Limovicium
- Stift Olomouc
- Stift Podlazice
- Stift Wesela
- Stift Zbeischovium